# Мус-Лейк (тауншип, округ Белтрами, Миннесота)
Мус-Лейк (англ. Moose Lake) — тауншип в округе Белтрами, Миннесота, США. На 2000 год его население составило 205 человек.

## География
По данным Бюро переписи населения США площадь тауншипа составляет 93,6 км², из которых 79,9 км² занимает суша, а 13,7 км² — вода (14,63 %).

## Демография
По данным переписи населения 2000 года здесь находились 205 человек, 75 домохозяйств и 54 семьи.  Плотность населения —  2,6 чел./км².  На территории тауншипа расположено 154 постройки со средней плотностью 1,9 построек на один квадратный километр. Расовый состав населения: 96,59 % белых и 3,41 % коренных американцев.
Из 75 домохозяйств в 33,3 % воспитывались дети до 18 лет, в 65,3 % проживали супружеские пары, в 4,0 % проживали незамужние женщины и в 26,7 % домохозяйств проживали несемейные люди. 20,0 % домохозяйств состояли из одного человека, при том 6,7 % из — одиноких пожилых людей старше 65 лет. Средний размер домохозяйства — 2,73, а семьи — 3,22 человека.
28,8 % населения — младше 18 лет, 4,4 % — в возрасте от 18 до 24 лет, 25,4 % — от 25 до 44, 26,8 % — от 45 до 64, и 14,6 % — старше 65 лет. Средний возраст — 41 год. На каждые 100 женщин приходилось 122,8 мужчин.  На каждые 100 женщин старше 18 приходилось 121,2 мужчин.
Средний годовой доход домохозяйства составлял 24 271 доллар, а средний годовой доход семьи —  25 417 долларов. Средний доход мужчин —  35 625  долларов, в то время как у женщин — 20 000. Доход на душу населения составил 13 527 долларов. За чертой бедности находились 9,4 % семей и 20,8 % всего населения тауншипа, из которых 29,5 % младше 18 и 15,4 % старше 65 лет.